# Kamitonda
Kamitonda (上富田町, Kamitonda-chō) est un bourg du district de Nishimuro, dans la préfecture de Wakayama, sur l'île de Honshū, au Japon.

## Géographie

### Démographie
Au 1er décembre 2014, la population de Kamitonda s'élevait à 14 976 habitants répartis sur une superficie de 57,49 km2.